# 颠覆国家政权罪
颠覆国家政权罪是中华人民共和国的一项刑事罪名。
《中华人民共和国刑法》第一百零五条第一款规定，“组织、策划、实施颠覆国家政权、推翻社会主义制度的，对首要分子或者罪行重大的，处无期徒刑或者十年以上有期徒刑；对积极参加的，处三年以上十年以下有期徒刑；对其他参加的，处三年以下有期徒刑、拘役、管制或者剥夺政治权利。”颠覆国家政权罪的构成不要求有颠覆政权、推翻社会主义制度等结果发生，只要实施了相关行为即构成本罪。
《中华人民共和国香港特别行政区维护国家安全法》第二十二条规定，任何人组织、策划、实施或者参与实施以武力、威胁使用武力或者其他非法手段旨在颠覆国家政权行为的，即属犯罪。

## 中华人民共和国刑法罪名

### 定义
《中华人民共和国刑法》第一百零五条第一款的定义，指“组织、策划、实施颠覆国家政权、推翻社会主义制度的行为”。具体颠覆指“以非法手段推翻或篡夺国家现政权，包括中国各级权力机关、司法机关、军事机关、中央和地方人民政府在内的整个政权”，颠覆形式包括暴力和非暴力、公开和秘密。推翻社会主义制度，是指以各种方式改变人民民主专政和以公有制为主体的社会主义市场经济的经济基础的行为。该罪属行为犯，但其构成，又不要求有颠覆政府的实际危害结果，只要进行了组织、策划、实施颠覆国家政权、推翻社会主义制度的行为，不管其是否得逞，颠覆国家政权罪依然可以成立。而如果行为性质属于武装暴乱，则需另依照“武装叛乱、暴乱罪”来处刑。另外，煽动颠覆国家政权罪的认定是“以造谣、诽谤或者其他方式诱惑、鼓动群众，编造、歪曲事实的煽动行为。”

### 量刑
根据该法律条款的规定，对此罪的“首要分子或者罪行重大的，处无期徒刑或者十年以上有期徒刑；对积极参加的，处三年以上十年以下有期徒刑；对其他参加的，处三年以下有期徒刑、拘役、管制或者剥夺政治权利”。另根据刑法第五十六条和第一百三十三条规定，犯本罪的，应当附加剥夺政治权利，可以并处没收财产。另根据刑法第一百零六条规定，与境外机构、组织、个人相勾结，实施颠覆国家政权罪或煽动颠覆国家政权罪的，依照本条规定从重处罚。
该罪名存在一定争议，有人认为其是1979年旧刑法“反革命罪”的替代。

## 港区国安法罪名

### 定义
《中华人民共和国香港特别行政区维护国家安全法》第二十二条规定，“任何人组织、策划、实施或者参与实施以下以武力、威胁使用武力或者其他非法手段旨在颠覆国家政权行为之一的，即属犯罪：
1. 推翻、破坏中华人民共和国宪法所确立的中华人民共和国根本制度；
2. 推翻中华人民共和国中央政权机关或者香港特别行政区政权机关；
3. 严重干扰、阻挠、破坏中华人民共和国中央政权机关或者香港特别行政区政权机关依法履行职能；
4. 攻击、破坏香港特别行政区政权机关履职场所及其设施，致使其无法正常履行职能。[2]

### 量刑
《中华人民共和国香港特别行政区维护国家安全法》规定，触犯颠覆国家政权罪，对首要分子或者罪行重大的，处终身监禁或者十年以上监禁；对积极参加的，处三年以上十年以下监禁；对其他参加的，处三年以下监禁、入劳役中心、入教导所、社会服务令或者入感化院。

## 案件

### 中國大陸
| 姓名     | 宣判日期       | 刑期         | 剥夺政治权利 | 备注                                             |
| -------- | -------------- | ------------ | ------------ | ------------------------------------------------ |
| 徐文立   | 1998年12月     | 13年         | 3年          | 2002年12月24日以保外就医名义被直接送往美国；     |
| 秦永敏   | 1998年12月     | 12年         | 3年          | 2010年11月29日获释；                             |
| 秦永敏   | 2018年7月10日  | 13年         | 3年          |                                                  |
| 王有才   | 1998年12月     | 11年         | 3年          | 2004年3月以保外就医名义被直接送往美国；          |
| 岳天祥   | 1999年1月      | 10年         | 3年          | 2008年1月获释；                                  |
| 高洪明   | 1999年8月      | 8年          | 2年          | 2007年6月获释；                                  |
| 刘贤斌   | 1999年8月      | 13年         | 3年          | 2008年11月提前获释；                             |
| 佘万宝   | 1999年8月      | 12年         | 3年          | 2010年3月获释；                                  |
| 吴义龙   | 1999年11月     | 11年         | 3年          | 2010年9月获释；                                  |
| 毛庆祥   | 1999年11月     | 8年          | 3年          | 2007年9月获释；                                  |
| 朱虞夫   | 1999年11月     | 7年          | 3年          | 2006年9月获释；                                  |
| 徐光     | 1999年11月     | 5年          | 2年          | 2004年9月获释；                                  |
| 王森     | 2002年5月      | 10年         | 3年          | 2010年7月提前获释；                              |
| 胡明军   | 2002年5月      | 11年         | 4年          | 2012年5月获释；                                  |
| 张玉辉   | 2002年11月     | 10年         | 2年          | 2010年12月获释；                                 |
| 杨子立   | 2003年5月      | 8年          | 2年          | 2009年3月获释；                                  |
| 靳海科   | 2003年5月      | 10年         | 2年          | 2011年3月获释；                                  |
| 张宏海   | 2003年5月      | 8年          | 2年          | 2009年3月获释；                                  |
| 徐伟     | 2003年5月      | 10年         | 2年          | 2011年3月获释；                                  |
| 姜立军   | 2003年11月     | 4年          | 1年          | 2006年11月获释；                                 |
| 孔佑平   | 2004年9月      | 10年（二审） | 4年          | 2013年12月获释；                                 |
| 黃金秋   | 2004年9月      | 12年         | 4年          | 2011年10月提前获释；                             |
| 许万平   | 2005年12月     | 12年         | 4年          | 2014年4月提前获释；                              |
| 任自元   | 2006年3月      | 10年         | 3年          | 2015年5月9日获释；                               |
| 杨天水   | 2006年5月      | 12年         | 4年          | 2017年8月患脑瘤保外就医，11月7日去世，享年56岁； |
| 王荣清   | 2009年1月      | 6年          | 2年          | 2014年6月26日病逝；                              |
| 谢长发   | 2009年9月      | 13年         | 5年          |                                                  |
| 郭泉     | 2009年10月16日 | 10年         | 3年          | 2018年11月获释；                                 |
| 薛明凯   | 2010年2月      | 1年6个月     |              | 2010年11月获释；                                 |
| 贾甲     | 2011年5月      | 8年          | 2年          | 2017年10月21日获释；                             |
| 李铁     | 2012年1月18日  | 10年         | 3年          | 2020年9月14日获释；                              |
| 吕耿松   | 2016年6月17日  | 11年         | 5年          |                                                  |
| 陈树庆   | 2016年6月17日  | 10年6个月    | 4年          |                                                  |
| 胡石根   | 2016年8月3日   | 7年6个月     | 5年          |                                                  |
| 周世锋   | 2016年8月4日   | 7年          | 5年          |                                                  |
| 勾洪国   | 2016年8月5日   | 3年          | 3年          | 缓刑3年                                          |
| 彭宇華   | 2017年11月28日 | 7年          | 2年          |                                                  |
| 李明哲   | 2017年11月28日 | 5年          | 2年          | 2022年4月获释（首位以此罪入獄的台灣人）；        |
| 吴淦     | 2017年12月26日 | 8年          | 5年          |                                                  |
| 王全璋   | 2018年12月26日 | 4年6个月     | 5年          | 2020年4月5日获释；                               |
| 子肃     | 2019年4月15日  | 4年          | 3年          | 2021年4月获释。                                  |
| 程渊     | 2021年7月20日  | 5年          | 5年          |                                                  |
| 吴葛健雄 | 2021年7月20日  | 3年          | 2年          |                                                  |
| 刘大志   | 2021年7月20日  | 2年          | 2年          |                                                  |
| 许志永   | 2023年4月10日  | 14年         | 4年          |                                                  |
| 丁家喜   | 2023年4月10日  | 12年         | 3年          |                                                  |

| 年份 | 数量 | 姓名                                                 |
| ---- | ---- | ---------------------------------------------------- |
| 1998 | ≥3   | 徐文立、秦永敏、王有才                               |
| 1999 | ≥7   | 刘贤斌、吴义龙、毛庆祥、朱虞夫、徐光、岳天祥、高洪明 |
| 2002 | ≥3   | 王森、胡明军、张玉辉                                 |

### 香港特區
| 姓名   | 宣判有罪 裁決刑期            | 刑期      | 备注                                                                 |
| ------ | ---------------------------- | --------- | -------------------------------------------------------------------- |
| 戴耀廷 | 2024年5月30日 2024年11月19日 | 10年      | 原香港大學法律學院副教授、推動35+初選計畫，涉香港47人案              |
| 鄒家成 | 2024年5月30日 2024年11月19日 | 7年9個月  | 原護理師、參與2020年香港立法會選舉民主派初選，涉香港47人案           |
| 趙家賢 | 2024年5月30日 2024年11月19日 | 7年       | 原區議會副主席兼區議員、策畫35+初選計畫，涉香港47人案                |
| 何桂藍 | 2024年5月30日 2024年11月19日 | 7年       | 原立場新聞記者、參與2020年香港立法會選舉民主派初選，涉香港47人案     |
| 區諾軒 | 2024年5月30日 2024年11月19日 | 6年9個月  | 曾任香港立法會議員、組織2020年香港立法會選舉民主派初選，涉香港47人案 |
| 余慧明 | 2024年5月30日 2024年11月19日 | 6年9個月  | 涉香港47人案                                                         |
| 林卓廷 | 2024年5月30日 2024年11月19日 | 6年9個月  | 涉香港47人案                                                         |
| 梁國雄 | 2024年5月30日 2024年11月19日 | 6年9個月  | 涉香港47人案                                                         |
| 何啟明 | 2024年5月30日 2024年11月19日 | 6年7個月  | 涉香港47人案                                                         |
| 施德來 | 2024年5月30日 2024年11月19日 | 6年7個月  | 涉香港47人案                                                         |
| 柯耀林 | 2024年5月30日 2024年11月19日 | 6年7個月  | 涉香港47人案                                                         |
| 鄭達鴻 | 2024年5月30日 2024年11月19日 | 6年6個月  | 涉香港47人案                                                         |
| 楊雪盈 | 2024年5月30日 2024年11月19日 | 6年6個月  | 涉香港47人案                                                         |
| 彭卓棋 | 2024年5月30日 2024年11月19日 | 6年6個月  | 涉香港47人案                                                         |
| 黃碧雲 | 2024年5月30日 2024年11月19日 | 6年6個月  | 涉香港47人案                                                         |
| 陳志全 | 2024年5月30日 2024年11月19日 | 6年6個月  | 涉香港47人案                                                         |
| 鍾錦麟 | 2024年5月30日 2024年11月19日 | 6年1個月  | 涉香港47人案                                                         |
| 伍健偉 | 2024年5月30日 2024年11月19日 | 5年7個月  | 涉香港47人案                                                         |
| 林景楠 | 2024年5月30日 2024年11月19日 | 5年2個月  | 涉香港47人案                                                         |
| 楊岳橋 | 2024年5月30日 2024年11月19日 | 5年1個月  | 涉香港47人案                                                         |
| 梁晃維 | 2024年5月30日 2024年11月19日 | 4年11個月 | 涉香港47人案                                                         |
| 張可森 | 2024年5月30日 2024年11月19日 | 4年11個月 | 涉香港47人案                                                         |
| 黃之鋒 | 2024年5月30日 2024年11月19日 | 4年8個月  | 涉香港47人案                                                         |
| 尹兆堅 | 2024年5月30日 2024年11月19日 | 4年8個月  | 涉香港47人案                                                         |
| 岑敖暉 | 2024年5月30日 2024年11月19日 | 4年6個月  | 涉香港47人案                                                         |
| 馮達浚 | 2024年5月30日 2024年11月19日 | 4年5個月  | 涉香港47人案                                                         |
| 劉澤鋒 | 2024年5月30日 2024年11月19日 | 4年5個月  | 涉香港47人案                                                         |
| 譚得志 | 2024年5月30日 2024年11月19日 | 4年5個月  | 涉香港47人案                                                         |
| 胡志偉 | 2024年5月30日 2024年11月19日 | 4年5個月  | 涉香港47人案                                                         |
| 朱凱廸 | 2024年5月30日 2024年11月19日 | 4年5個月  | 涉香港47人案                                                         |
| 黃子悅 | 2024年5月30日 2024年11月19日 | 4年5個月  | 涉香港47人案                                                         |
| 吳敏兒 | 2024年5月30日 2024年11月19日 | 4年5個月  | 涉香港47人案                                                         |
| 劉頴匡 | 2024年5月30日 2024年11月19日 | 4年5個月  | 涉香港47人案                                                         |
| 王百羽 | 2024年5月30日 2024年11月19日 | 4年3個月  | 涉香港47人案                                                         |
| 袁嘉蔚 | 2024年5月30日 2024年11月19日 | 4年3個月  | 涉香港47人案                                                         |
| 岑子杰 | 2024年5月30日 2024年11月19日 | 4年3個月  | 涉香港47人案                                                         |
| 李嘉達 | 2024年5月30日 2024年11月19日 | 4年3個月  | 涉香港47人案                                                         |
| 譚凱邦 | 2024年5月30日 2024年11月19日 | 4年3個月  | 涉香港47人案                                                         |
| 呂智恆 | 2024年5月30日 2024年11月19日 | 4年3個月  | 涉香港47人案                                                         |
| 徐子見 | 2024年5月30日 2024年11月19日 | 4年2個月  | 涉香港47人案                                                         |
| 毛孟靜 | 2024年5月30日 2024年11月19日 | 4年2個月  | 涉香港47人案                                                         |
| 譚文豪 | 2024年5月30日 2024年11月19日 | 4年2個月  | 涉香港47人案                                                         |
| 郭家麒 | 2024年5月30日 2024年11月19日 | 4年2個月  | 涉香港47人案                                                         |
| 范國威 | 2024年5月30日 2024年11月19日 | 4年2個月  | 涉香港47人案                                                         |

## 待判刑人員
- 王展，滿洲獨立支持者，2019年10月15日入境中國時被逮捕，目前被拘押在瀋陽市第一看守所[47][48][49]。